# Томпсон, Уильям (стрелок из лука)
Уильям Генри Томпсон (англ. William Henry Thompson; 10 марта 1848, Калхун, Джорджия — 12 августа 1918, Сиэтл) — американский стрелок из лука, чемпион и дважды бронзовый призёр летних Олимпийских игр 1904.
На Играх 1904 в Сент-Луисе Томпсон участвовал во всех мужских дисциплинах. Он стал чемпионом в командном первенстве и выиграл две бронзовые награды в индивидуальных состязаниях.